# Crematiekist
Een crematiekist is een speciaal voor crematies ontworpen doodskist. Vaak is een crematiekist een onderdeel van de uitvaartkist: een binnenkist die samen met het lijk wordt verbrand tijdens het cremeren. Hoewel in Nederland een kist niet wettelijk verplicht is, schrijven crematoria dit veelal wel voor.

## Uitvoering
De crematiekist kan een uit goedkoper materiaal vervaardigd zijn, van hout(gelijkend materiaal) of karton. De duurdere sierkist wordt dan behouden en kan worden hergebruikt. Het gebruikmaken van zo'n buitenkist kan worden vergeleken met huren.
Ook bestaat de mogelijkheid om gecremeerd te worden in een kartonnen uitvaartkist - zonder extra binnenkist - waarbij de gehele kist tezamen met het lijk wordt verbrand. Dit alternatief kent een lagere ecologische voetafdruk.
Een binnenkist is niet benodigd bij een uitvaart met resomeren - het versnelt verteren middels alkalische hydrolyse met kaliumhydroxide en water in een resomatiemachine. De kist blijft buiten de machine en kan dus worden hergebruikt.

## Fabricage
De eigenlijke binnenkist of crematiekist wordt zodanig gefabriceerd, dat een zo volledig mogelijke verbranding kan plaatsvinden. In plaats van het gebruik van spijkers en/of schroeven, worden crematiekisten veelal gelijmd en met nietjes verstevigd, waardoor er na de crematie voornamelijk pure as overblijft.

## Verwerking
Na de eindbewerking door de ovenist, waarbij ook medisch staal uit implantaten zoals goud, zilver, titanium, wordt verwijderd, kan dit as gemakkelijker worden gebruikt voor bijvoorbeeld het vervaardigen van een assieraad.